# Кульпин-Губайдуллин, Эдуард Сальманович
Эдуа́рд Сальма́нович Кульпин-Губайдуллин (28 сентября 1939, Баку — 23 июня 2015, Москва) — советский и российский философ, историк, востоковед, основатель школы социоестественной истории (СЕИ). Известен своими исследованиями семипоколенных социально-демографических макроциклов.
Кандидат экономических наук, доктор философских наук, профессор, главный научный сотрудник Института востоковедения РАН, заведующий кафедрой истории МФТИ, организатор ежегодной (с 1992 года) международной конференции «Человек и природа. Проблемы социоестественной истории». Издатель серии научно-методических работ «Генезис кризисов природы и общества в России», которая содержит результаты научных изысканий, выполняемых Центром социоестественных исследований Академии городской среды и Институтом востоковедения РАН.
С 2005 года главный редактор журнала «История и современность».

## Основные работы
Автор более 300 научных публикаций, включая 11 монографий и курсов лекций, в том числе:
- Человек и природа в Китае (М.: Наука, 1990),
- Путь России (М.: Московский лицей, 1995, М.: URSS, 2008),
- Бифуркация Запад-Восток (М.: Московский лицей, 1996),
- Золотая Орда (М.: Московский лицей, 1998; М.: URSS, 2007),
- Эволюция российской ментальности (М.: ИАЦ-Энергия, совместно с В. В. Клименко, В. И. Пантиным, Л. М. Смирновым).
- Россия как цивилизация: устойчивое и изменчивое/ Ахиезер А. С., Гавров С. Н., Кульпин-Губайдуллин Э. С., Пелипенко А. А., Кондаков И. В., Хренов Н. А., Яковенко И. Г. и др.; отв. ред И. Г. Яковенко; Научный совет РАН «История мировой культуры». — М.: Наука, 2007. - 685 с. ISBN 978-5-02-035664-1.

С работами Кульпина-Габайдуллина Э.С. можно ознакомиться на официальном сайте Института социологии РАН (ко многим из них есть полный текст).